# Bastahe
Bastahe (cirill betűkkel Бастахе) egy falu Montenegróban, a Beranei községben.

## Népesség
- 1948-ban 158 lakosa volt.
- 1953-ban 167 lakosa volt.
- 1961-ben 149 lakosa volt.
- 1971-ben 200 lakosa volt.
- 1981-ben 119 lakosa volt.
- 1991-ben 77 lakosa volt
- 2003-ban 70 lakosa volt, akik közül 35 montenegrói (50%) és 35 szerb (50%).